# Que fue del amor
«Que fue del amor» es un sencillo sacado de los discos Nuestro amor y Live in Hollywood por la agrupación mexicana RBD.
- Datos: Q6094130